# Кучеренко Валерій Віталійович
Вале́рій Віта́лійович Кучере́нко — молодший сержант Збройних Сил України, учасник російсько-української війни, який відзначився у ході російського вторгнення в Україну. Герой України (2023).

## Життєпис
Під час російського вторгнення в Україну служив у складі 68-ї окремої єгерської бригада. У жовтні 2023 року очолював штурмову групу для захоплення ворожої позиції в Луганській області. Під щільним вогнем ручними гранатами знищив вогневу точку й першим увійшов на позицію, де з автомата знешкодив п'ятьох противників. Проте внаслідок вибуху ворожої гранати зазнав важких осколкових поранень. Був евакуйований з поля бою. Через поранення втратив руки.

## Нагороди
- Звання Герой України з врученням ордена «Золота Зірка» (5 грудня 2023) — за особисту мужність і героїзм, виявлені у захисті державного суверенітету та територіальної цілісності України, самовіддане служіння Українському народові[4]. Нагороду отримав з рук Президента України Володимира Зеленського 6 грудня 2023 року, в День Збройних Сил України, під час проходження курсу лікування в госпіталі[3]